# Shire of Morawa
Shire of Morawa is een lokaal bestuursgebied (LGA) in de regio Mid West in West-Australië. Shire of Morawa telde 660 inwoners in 2021. De hoofdplaats is Morawa.

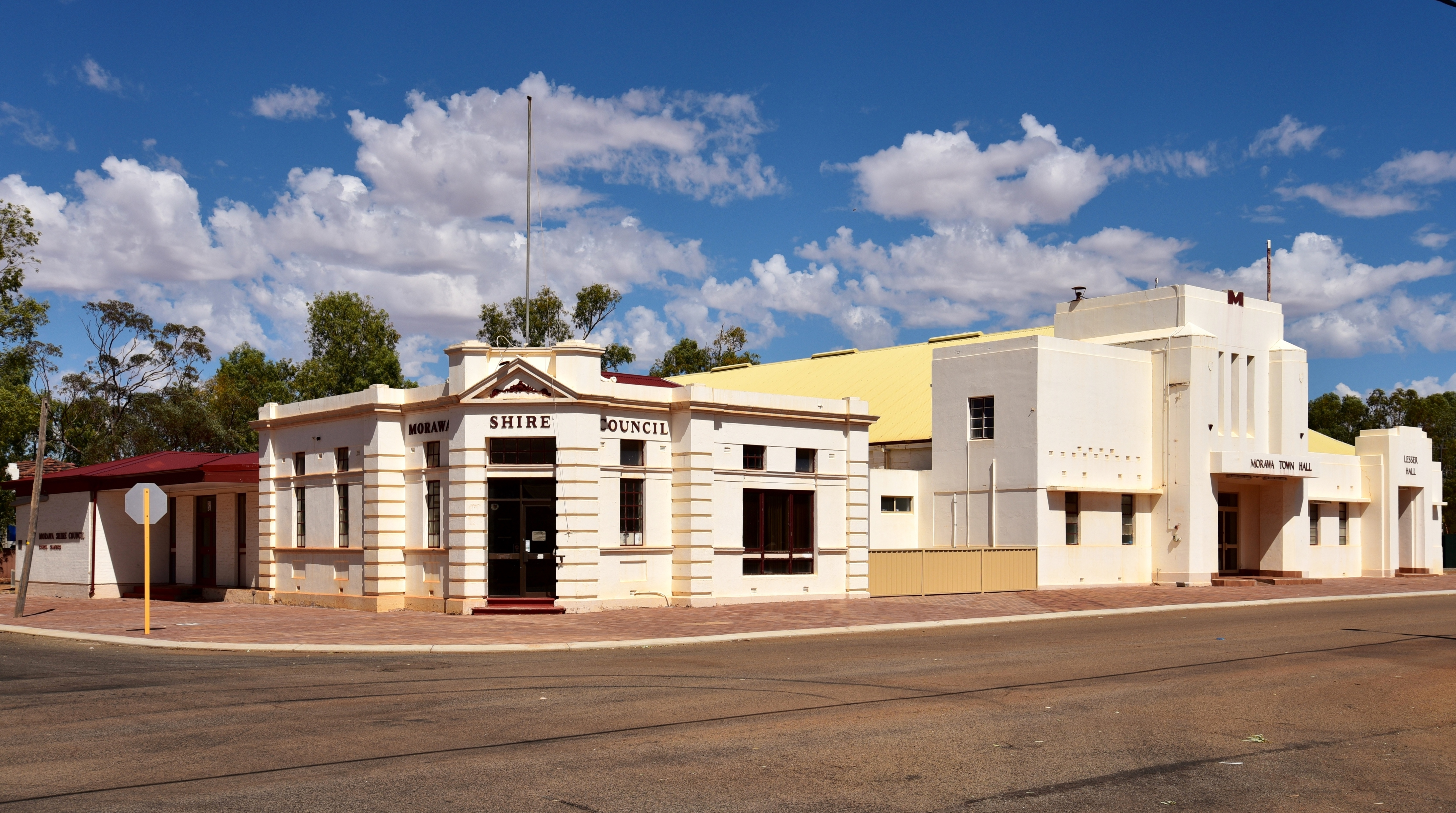
Districtsgebouw

## Geschiedenis
Op 27 april 1928 werd het 'Morawa Road District' van het 'Perenjori-Morawa Road District' afgesplitst.
Ten gevolge de 'Local Government Act' van 1960 veranderde het district van naam en werd op 23 juni 1961 de 'Shire of Morawa'.
| Jaar | Bevolking |
| ---- | --------- |
| 1933 | 1.141     |
| 1947 | 943       |
| 1954 | 1.223     |
| 1961 | 1.317     |
| 1966 | 1.718     |
| 1971 | 1.649     |
| 1976 | 1.466     |
| 1981 | 1.290     |
| 1986 | 1.165     |
| 1991 | 1.007     |
| 1996 | 1.058     |
| 2001 | 928       |
| 2006 | 824       |
| 2011 | 894       |
| 2016 | 750       |
| 2021 | 660       |

## Beschrijving
'Shire of Morawa' is een landbouwdistrict in de regio Mid West. De hoofdplaats is Morawa. Het district is ongeveer 3.500 km² groot en 390 kilometer ten noorden van de West-Australische hoofdstad Perth gelegen. De belangrijkste economische sectoren zijn de land- en de mijnbouw.
Het district telde 660 inwoners in 2021, tegenover 928 in 2001. Ongeveer 10 % van de bevolking is van inheemse afkomst.

## Plaatsen, dorpen en lokaliteiten
- Morawa
- Canna
- Gutha
- Koolanooka
- Merkanooka
- Pintharuka